# صلیب طلایی (مجموعه تلویزیونی)
صلیب طلایی (کره‌ای: 골든 크로스) یک مجموعه تلویزیونی کره جنوبی سال ۲۰۱۴ با بازی کیم کانگ-وو، لی شی-یونگ، اوم کی-جون، هان اون-جونگ و جونگ بو سوک است. این مجموعه از ۹ آوریل تا ۱۹ ژوئن ۲۰۱۴، روزهای چهارشنبه و پنجشنبه ساعت ۲۲:۰۰ برای ۲۰ قسمت پخش شد.

## بازیگران

### اصلی
- کیم کانگ-وو در نقش کانگ دو یون
- لی شی-یونگ در نقش سو یی ره[۳]
- اوم کی-جون در نقش مایکل جانگ
- هان اون-جونگ در نقش هونگ سا را
- جونگ بو سوک در نقش سو دونگ ها